# Andrés Fernández Sánchez
Andrés Fernández Sánchez (Madrid, Comunidad de Madrid, España, 9 de septiembre de 1988) es un exárbitro de baloncesto español de la liga ACB. Pertenece al Comité de Árbitros de la Comunidad de Madrid.

## Trayectoria
En agosto de 2012 se anuncia su ascenso a la Liga ACB, junto a Juan de Dios Oyón Cauqui, Sergio Manuel Rodríguez y David Planells Caicedo.
El 14 de septiembre de 2018, anunció su retirada de la ACB debido a la incompatibilidad con un nuevo puesto de trabajo. Su último partido fue el  16 de septiembre en el Torneo Ciudad de Getafe, entre el Movistar Estudiantes y el San Pablo Burgos, en el pabellón Juan de la Cierva, junto a su compañero Carlos Sánchez Montserrat, que también abandonó la ACB esta temporada.

## Temporadas
| Categoría | País   | Año         |
| --------- | ------ | ----------- |
| Liga ACB  | España | 2012 - 2018 |